# Dance Hall (film 1929)
Dance Hall è un film del 1929 diretto da Melville W. Brown. La sceneggiatura si basa sull'omonimo racconto di Viña Delmar pubblicato su Liberty il 16 marzo 1929.

## Trama
Al Paradise Dance Hall, Gracie - una hostess del locale - una sera viene molestata da un camionista ubriaco. Ted Smith, un bell'aviatore, la difende e Tommy, l'innamorato di Gracie, si dimostra grato per l'intervento del giovane pilota. Così, non ha problemi a lasciare che Gracie si presenti a una gara di ballo in coppia con Ted. Ma la ragazza finisce per innamorarsi del suo compagno, con gran disperazione di Tommy. Quando l'aereo di Ted ha un incidente, Gracie sembra impazzire e tenta inutilmente di mettersi in contatto con l'amato. Tommy scopre che, invece, è proprio lo stesso Ted che rifiuta di rispondere a Gracie. Furioso, Tommy affronta il pilota e i due vengono alle mani. Gracie si rende conto dell'amore che Tommy prova per lei e si riconcilia con lui.

## Produzione
Il film fu prodotto dalla RKO Radio Pictures.

## Distribuzione
Il copyright del film, richiesto dalla RKO Distributing Corp., fu registrato il 14 dicembre 1929 con il numero LP935.
Distribuito dalla RKO Radio Pictures, il film uscì nelle sale cinematografiche statunitensi presentato in prima a New York il 14 dicembre 1929.